# Odprężenie górotworu
Odprężenie górotworu – proces uwalniania nagromadzonej energii sprężystej w górotworze, któremu towarzyszą drgania, odgłosy akustyczne, pękanie skał w sąsiedztwie wyrobisk oraz przemieszczenia mas skalnych do ich wnętrza, nieprowadzące jednak do naruszenia stateczności obudowy ani zakłócenia użytkowania wyrobisk.